# Immortal Rain
 (mars 2024).
Si vous disposez d'ouvrages ou d'articles de référence ou si vous connaissez des sites web de qualité traitant du thème abordé ici, merci de compléter l'article en donnant les références utiles à sa vérifiabilité et en les liant à la section « Notes et références ».
Immortal Rain (メテオ・メトセラ, Meteor Methuselah) est un shōjo manga scénarisé et dessiné par Kaori Ozaki.
Il a commencé sa publication dans le magazine mensuel Wings en 1999, puis est compilé en 11 volumes par Shinshokan. Il est édité aux États-Unis par Tokyopop et en France par Doki-Doki.

## Synopsis
Quand la jeune Machika âgée de 14 ans perd son grand-père Zol le faucheur, elle décide de prendre la relève et de devenir un assassin. Elle prend pour première cible la seule personne qui ait jamais réussi à échapper à son grand-père : Methuselah un homme dont la rumeur dit qu'il est immortel. Lorsqu'elle le rencontre, Methusela lui annonce que son véritable nom est Rain Jewlitt et qu'il est condamné à vivre pour avoir mangé un ange.
Machika va donc le suivre dans le monde jusqu'à ce que Rain trouve le moyen de redevenir mortel.

## Tomes
Dates de parution des tankôbon au Japon :
- Tome 1  (ISBN 4403615554) - 25 août 1999
- Tome 2  (ISBN 440361597X) - 25 août 2000
- Tome 3  (ISBN 4403616518) - 25 octobre 2001
- Tome 4  (ISBN 440361678X) - 25 juin 2002
- Tome 5  (ISBN 4403617247) - 25 septembre 2003
- Tome 6  (ISBN 4403617530) - 25 mai 2004
- Tome 7  (ISBN 4403618154) - 25 décembre 2005
- Tome 8  (ISBN 4403618472) - 25 octobre 2005
- Tome 9  (ISBN 4403619169) - 25 septembre 2008
- Tome 10  (ISBN 4403619479) - 24 octobre 2009

- Le shinigami de l'est (外伝 東方死神, Gaiden touhou shinigami?)  (ISBN 4403618790) - 25 septembre 2007 est un flashback en un tome sur la première rencontre entre Rain et le grand-père de l'héroïne.